# Geely Boyue L
Der Geely Boyue L ist ein Sport Utility Vehicle der chinesischen Automarke Geely.

## Geschichte
Nachdem das chinesische Ministerium für Industrie und Informationstechnik im Juli 2022 erste Informationen über die Baureihe unter dem Codenamen FX11 veröffentlicht hatte, wurde sie im August 2022 als Boyue L offiziell vorgestellt. Die Serienproduktion des fünfsitzigen SUV in Ningbo begann im September 2022. Im darauffolgenden Monat kam es in China in den Handel. Der russische Markt folgte im Dezember 2023, wobei das Fahrzeug hier als Geely Atlas vermarktet wird. Unter diesem Namen wurde in Russland außerdem bis Juni 2024 der Geely Boyue angeboten, dessen Nachfolgemodell in China seit April 2023 der Geely Boyue Cool ist. Dieses Nachfolgemodell kam als Geely Cityray im Oktober 2024 auch in Russland in den Handel. Seit Ende 2024 wird das SUV als Geely Starray auch in Südosteuropa angeboten. Eine überarbeitete Version der Baureihe wurde im Februar 2025 gezeigt. Sie wird in China seit Mai 2025 verkauft.
Der Plug-in-Hybrid L7 der zu Geely gehörenden Submarke Galaxy basiert auf dem Boyue L. Er wird seit Mai 2023 in China verkauft.

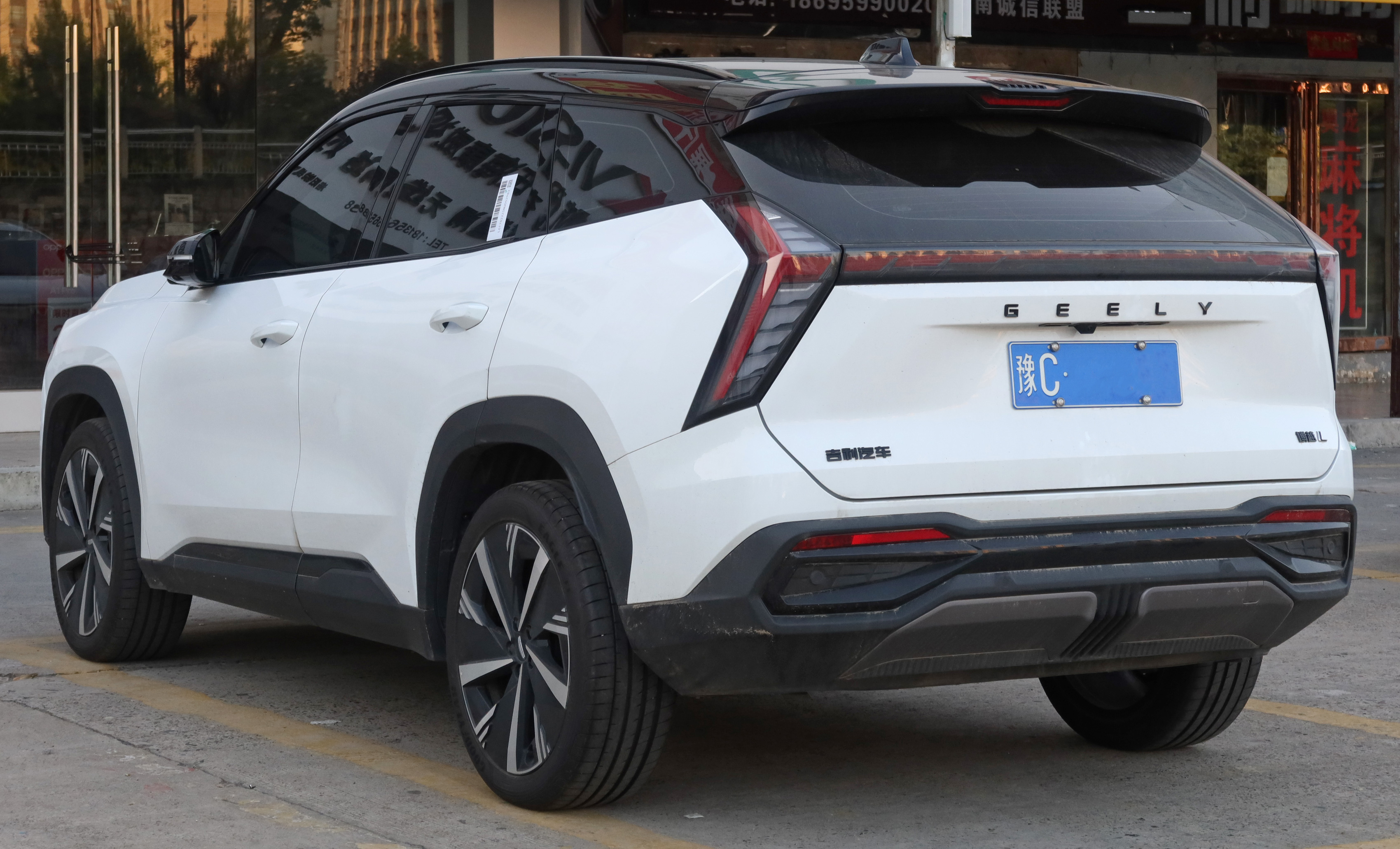
Geely Boyue L, Heckansicht
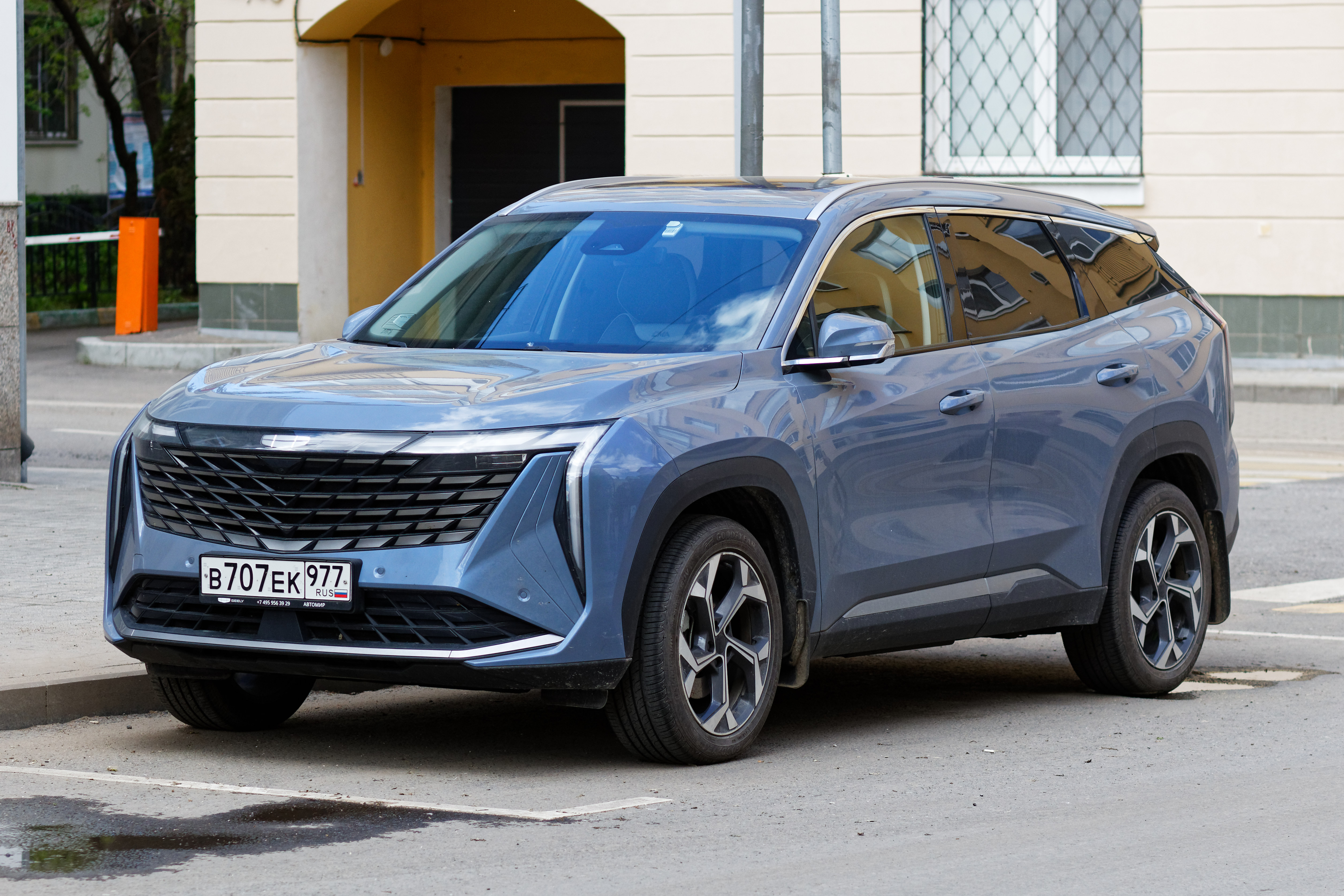
Geely Atlas (seit 2023)
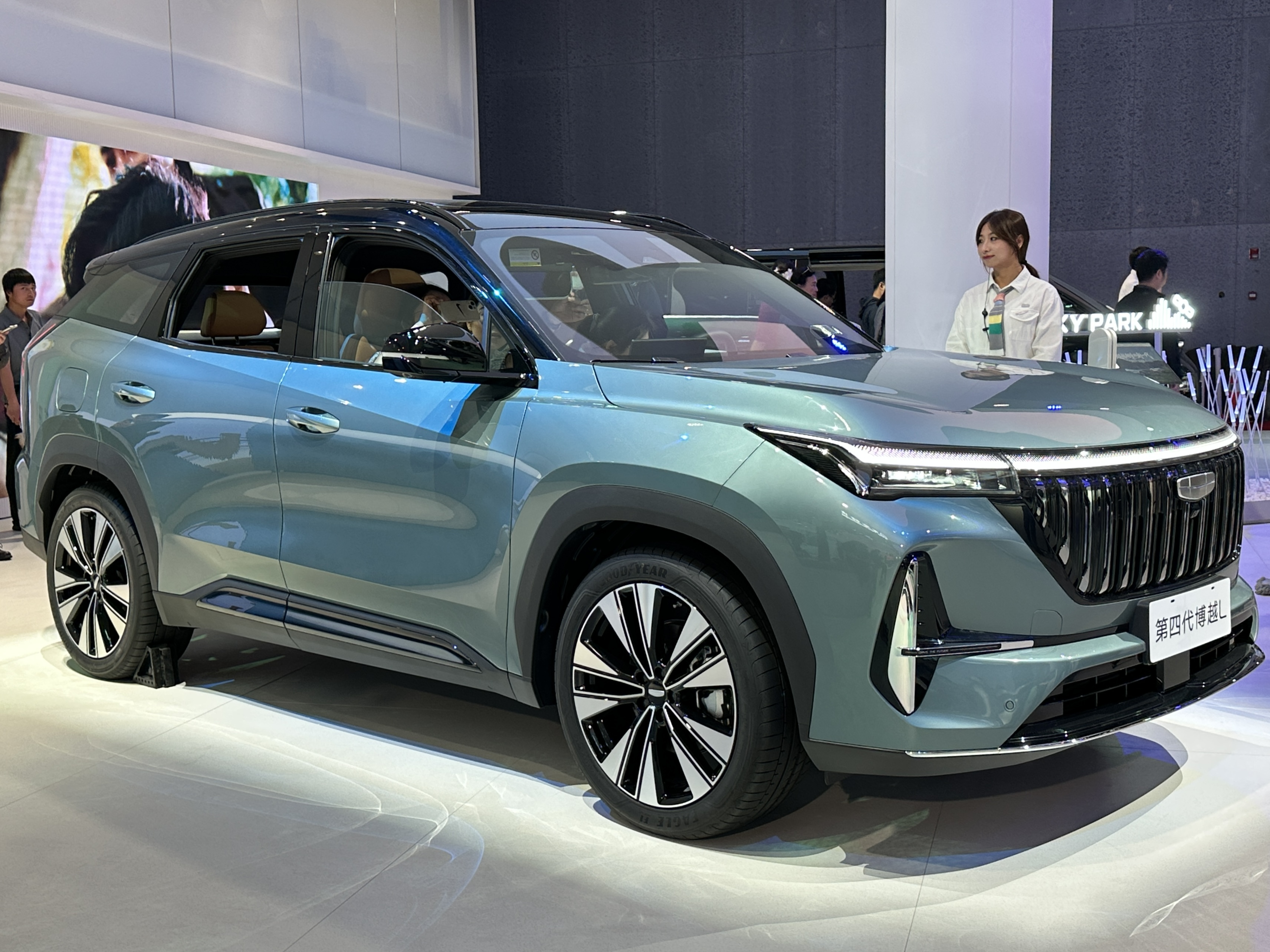
Geely Boyue L (seit 2025)
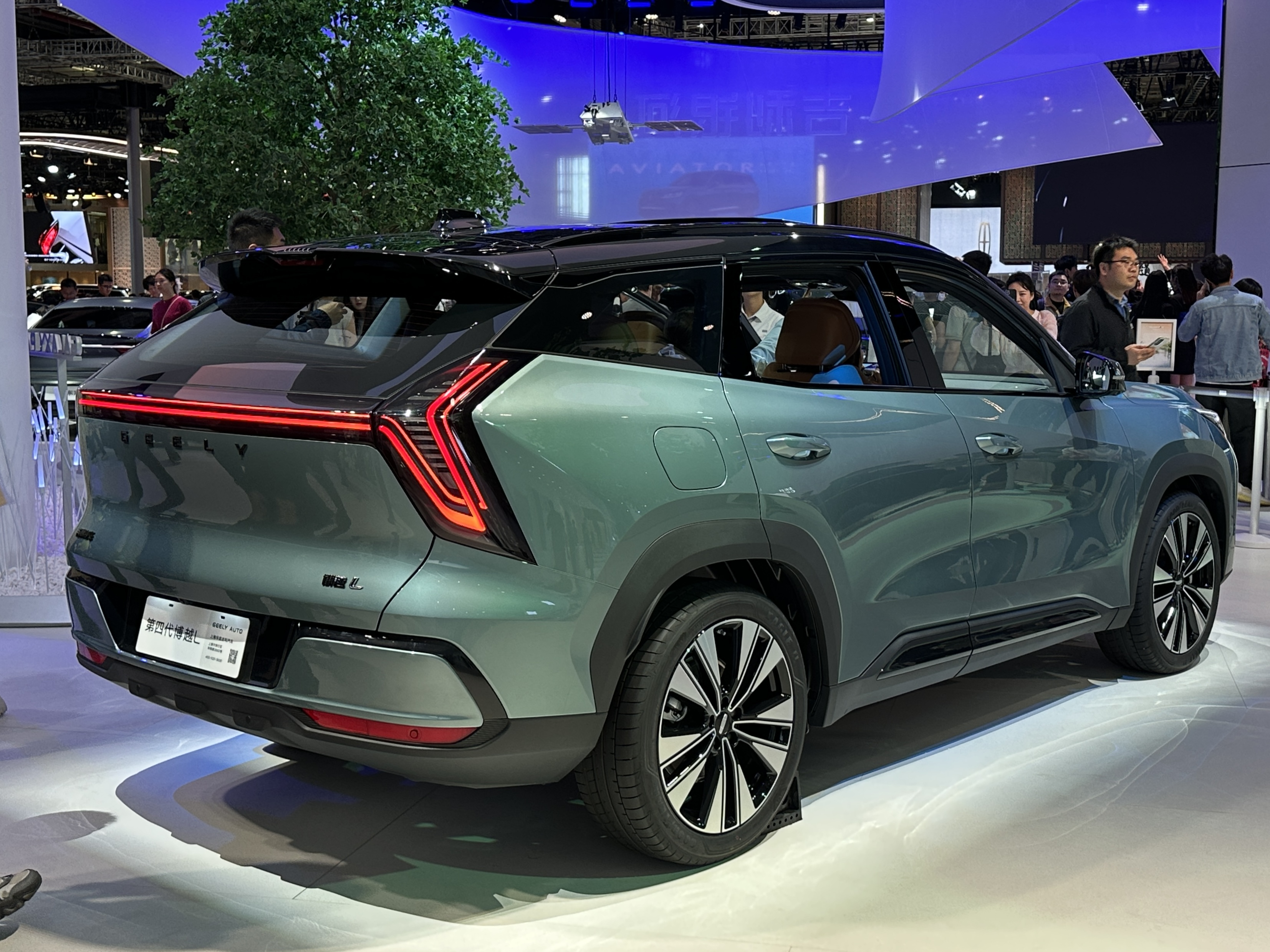
Heckansicht
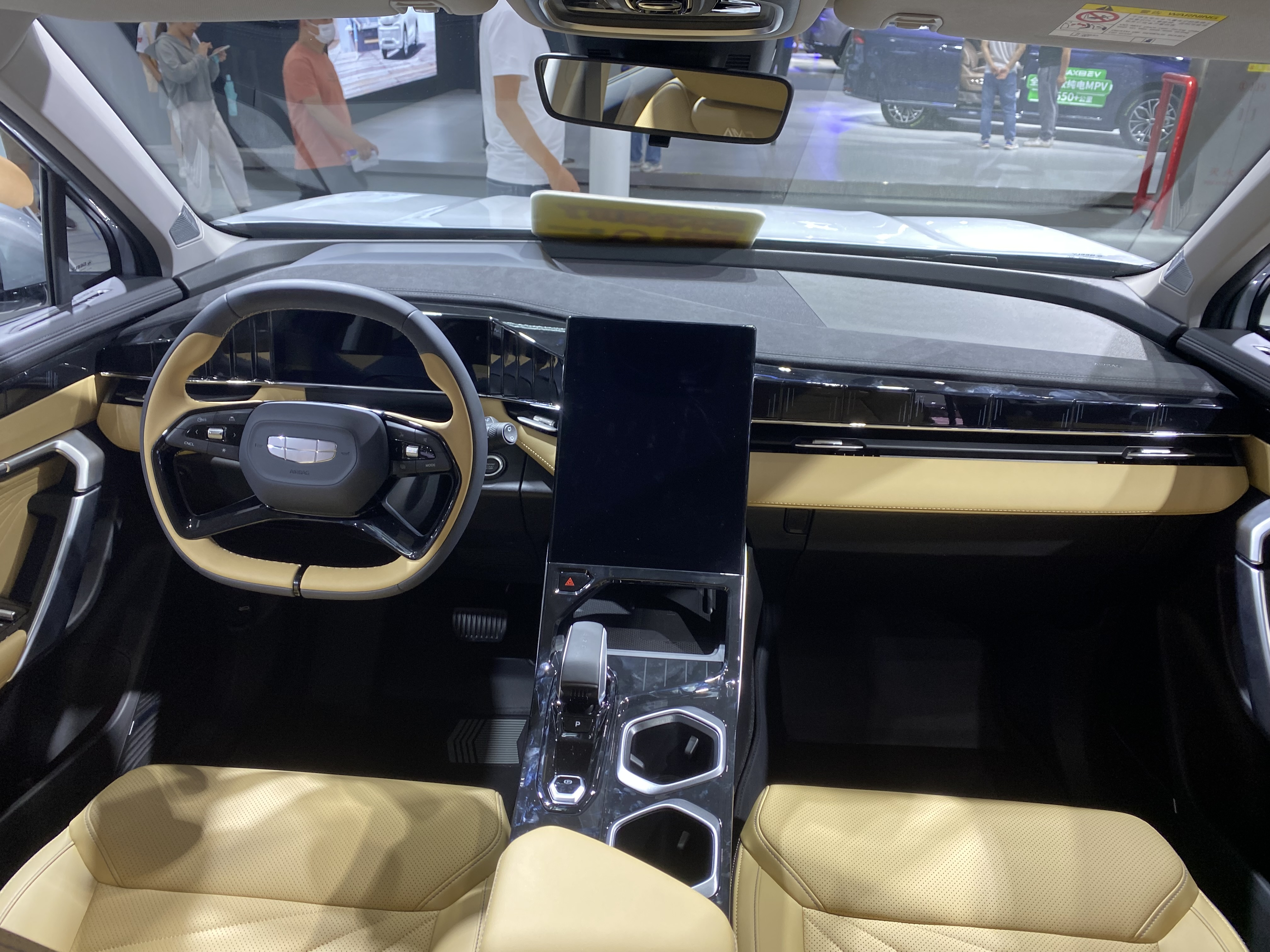
Innenansicht
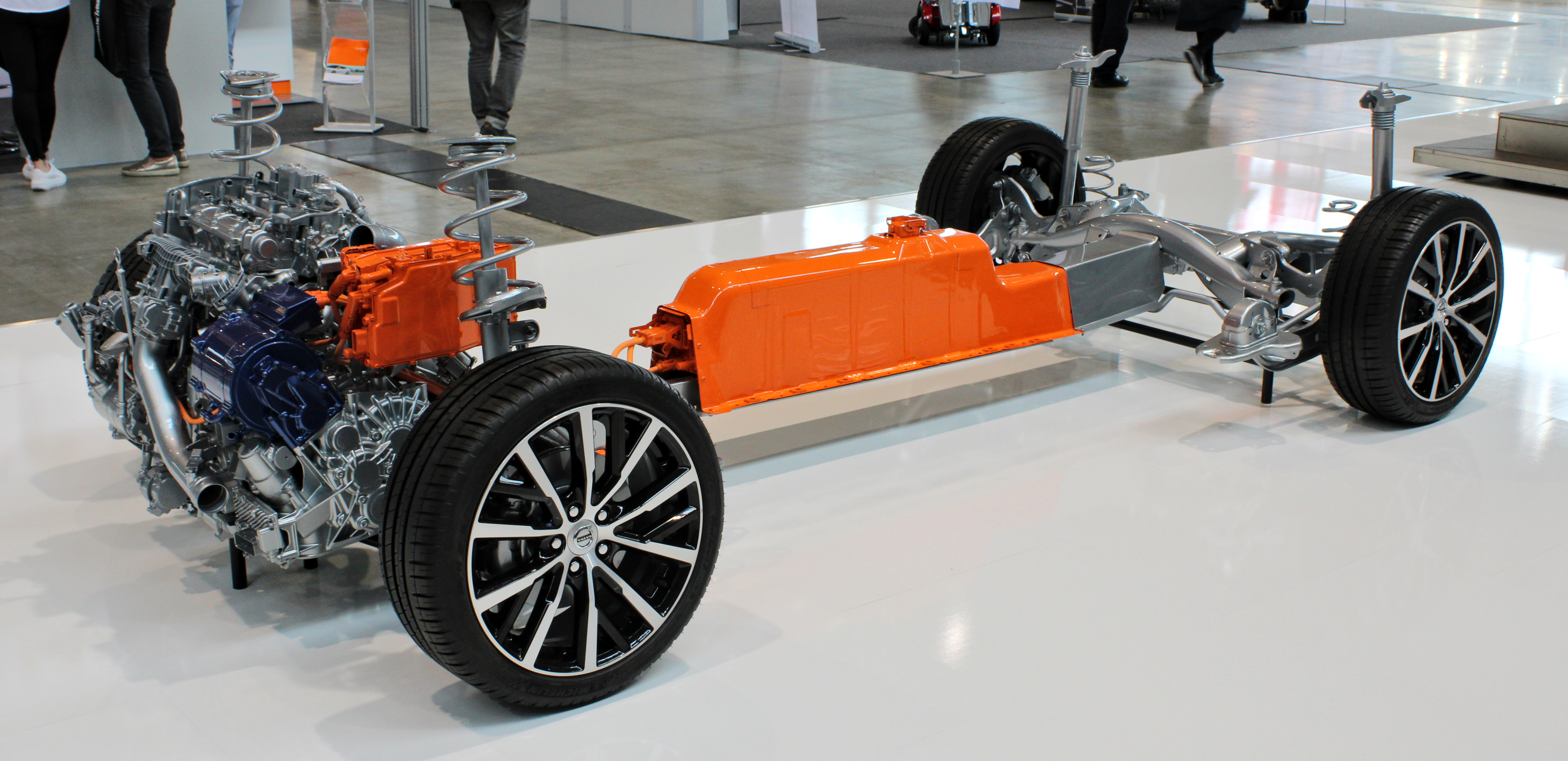
Antriebsstrang bei der CMA-Plattform

## Technik
Technisch basiert das 4,67 Meter lange Fahrzeug auf der von Volvo mitentwickelten Compact-Modular-Architecture(CMA)-Plattform des Geely-Konzerns, die auch verschiedene Modelle der Marke Lynk & Co, der Polestar 2 und die Modelle C40 und XC40 von Volvo verwenden. Als Antrieb stehen für den Wagen zwei Ottomotoren sowie ein Voll-Hybrid zur Wahl. Die Hybridtechnik stammt von Raytheon; Raytheon arbeitet seit Juli 2021 an Hybridsystemen für Regionalflugzeuge. Alle Varianten des Boyue L hatten zunächst Vorderradantrieb. Für den russischen Markt folgte aber im Juni 2024 eine Allradversion. Die Räder sind einzeln aufgehängt; an der Vorderachse hat der Wagen MacPherson-Federbeine, hinten ist es eine Mehrlenkerachse.

### Technische Daten
|                                             | 1.5 TD                           | 1.5 TD                           | 2.0 TD                           | 2.0 TD 4WD                    | 2.0 TD                           | HI F                                         |
| Markt                                       | Südosteuropa                     | China                            | Russland                         | Russland                      | China                            | China                                        |
| Bauzeitraum                                 | seit 12/2024                     | seit 09/2022                     | seit 12/2023                     | seit 06/2024                  | seit 09/2022                     | 09/2022–05/2024                              |
| Motorkenndaten                              |                                  |                                  |                                  |                               |                                  |                                              |
| Motortyp                                    | Vierzylinder-Reihen-Ottomotor    | Vierzylinder-Reihen-Ottomotor    | Vierzylinder-Reihen-Ottomotor    | Vierzylinder-Reihen-Ottomotor | Vierzylinder-Reihen-Ottomotor    | Dreizylinder-Reihen-Ottomotor + Elektromotor |
| Motoraufladung                              | Turbolader                       | Turbolader                       | Turbolader                       | Turbolader                    | Turbolader                       | Turbolader                                   |
| Hubraum                                     | 1499 cm³                         | 1499 cm³                         | 1969 cm³                         | 1969 cm³                      | 1969 cm³                         | 1480 cm³                                     |
| max. Leistung Verbrennungsmotor             | 128 kW (172 PS) bei 5500/min     | 133 kW (181 PS) bei 5500/min     | 147 kW (200 PS) bei 5500/min     | 147 kW (200 PS) bei 5500/min  | 160 kW (218 PS) bei 5000/min     | 110 kW (150 PS) bei 5500/min                 |
| max. Leistung Elektromotor                  | —                                | —                                | —                                | —                             | —                                | 100 kW (136 PS)                              |
| max. Systemleistung                         | —                                | —                                | —                                | —                             | —                                | 180 kW (245 PS)                              |
| max. Drehmoment Verbrennungsmotor           | 290 Nm bei 2000–3500/min         | 290 Nm bei 2000–3500/min         | 325 Nm bei 1800–4000/min         | 325 Nm bei 1800–4000/min      | 325 Nm bei 1800–4500/min         | 225 Nm                                       |
| max. Drehmoment Elektromotor                | —                                | —                                | —                                | —                             | —                                | 320 Nm                                       |
| max. Systemdrehmoment                       | —                                | —                                | —                                | —                             | —                                | 545 Nm                                       |
| Kraftübertragung                            |                                  |                                  |                                  |                               |                                  |                                              |
| Antrieb                                     | Vorderradantrieb                 | Vorderradantrieb                 | Vorderradantrieb                 | Allradantrieb                 | Vorderradantrieb                 | Vorderradantrieb                             |
| Getriebe                                    | 7-Stufen-Doppelkupplungsgetriebe | 7-Stufen-Doppelkupplungsgetriebe | 7-Stufen-Doppelkupplungsgetriebe | 8-Stufen-Automatikgetriebe    | 7-Stufen-Doppelkupplungsgetriebe | Dediziertes Hybridgetriebe                   |
| Messwerte                                   |                                  |                                  |                                  |                               |                                  |                                              |
| Höchstgeschwindigkeit                       | 190 km/h                         | 195 km/h                         | 205 km/h                         | 210 km/h                      | 215 km/h                         | 175 km/h                                     |
| Beschleunigung, 0–100 km/h                  | 9,7 s                            | 9,6 s                            | 8,2 s                            | 8,2 s                         | k. A.                            | 7,9 s                                        |
| Kraftstoffverbrauch auf 100 km (kombiniert) | 6,8 l Super                      | 6,8–6,9 l Super                  | 7,4 l Super                      | 8,3 l Super                   | 7,4–7,7 l Super                  | 4,7 l Super                                  |
| Tankinhalt                                  | 54 l                             | 54 l                             | 54 l                             | 54 l                          | 54 l                             |                                              |
| Abgasnorm                                   | Euro 6b                          | China VIb                        | k. A.                            | k. A.                         | China VIb                        | China VIb                                    |